# Vyzjnytsja
Vyzjnytsja (Oekraïens: Вижниця, Russisch: Вижница, Jiddisch: וויזשניץ, Vijnitz, Duits: Wiznitz) is een Oekraïense stad in de oblast Tsjernivtsi en is het administratief centrum van de rajon Vyzjnytsja. De plaats ligt aan de Tsjeremosj, die de grens vormt met de stad Kouty (oblast Ivano-Frankivsk). Vyzjnytsja ligt op 53 km ten oosten van de stad Tsjernivtsi en telde in 2005 4765 inwoners.

## Geschiedenis
De oorsprong van Vyzjnytsja is slecht gekend. De eerste vermelding in een kroniek dateert van 1158, maar volgens andere bronnen was dit pas het geval in de kroniek van Moldavië uit 1501. Van 1514 tot 1574 leefde de stad onder Turks bewind. In 1774 werd Wiznitz deel van het vorstendom Moldavië en vervolgens van Oostenrijk-Hongarije. Op het einde van 18e eeuw was de bosbouw belangrijk. Misbruiken door ambtenaren leidden tot onrust in de 19e eeuw. In 1855 werd de plaats een administratief centrum. De stad had veel te lijden tijdens de Eerste Wereldoorlog.

## Bevolking
1989: 5 708 (telling)
2001: 5 021 (telling)
2005: 4 765 (raming)

## Geboren in Wiznitz
- Otto Preminger (1905-1986), Oostenrijks-Amerikaans regisseur
- Josef Burg (1912-2009), Jiddisch schrijver
- Meir Just (1908-2010), Nederlandse opperrabbijn